# هارولد إدوارد ونش
هارولد إدوارد ونش هو سياسي كندي، ولد في 18 يونيو 1907 في Loughton ‏ في المملكة المتحدة، وتوفي في 1 فبراير 1993 في وايت روك في كندا. نشط حزبياً في Co-operative Commonwealth Federation ‏ والحزب الديمقراطي الجديد. وقد انتخب عضو مجلس العموم الكندي.